# Adriano Aprà
Pour les articles homonymes, voir Aprà.
Adriano Aprà, né le 18 novembre 1940 Rome (Latium) et mort le 15 avril 2024 dans la même ville, est un essayiste, critique de cinéma, patron de presse, réalisateur, scénariste et acteur italien.

## Biographie
Né à Rome, Aprà est diplômé en droit de l'université Sapienza et fait ses débuts en tant que critique de cinéma en 1960, en collaborant à la revue Filmcritica d'Edoardo Bruno,. En 1966, il fonde la revue Cinema e Film qu'il dirige jusqu'en 1970,. Il est directeur de l'Incontri cinematografici di Monticelli Terme entre 1977 et 1989 et de la Mostra internazionale del Nuovo Cinema di Pesaro entre 1990 et 1998, et président de la Cineteca Nazionale entre 1998 et 2002,. Il participe également à la Mostra de Venise 1981, en tant que présentateur de la rétrospective consacrée à Howard Hawks.
En 1970, Aprà fonde la société cinématographique Filmstudio et réalise son premier film, Olimpia agli amici, sélectionné au Festival du film de Locarno. Il écrit le scénario de La maschera de Fiorella Infascelli et joue dans des films de Bernardo Bertolucci, Marco Ferreri, Mario Schifano, Francesca Archibugi, Jean-Marie Straub et Danièle Huillet. Entre 2002 et 2008, il est professeur d'histoire et de critique de cinéma à l'université de Rome Tor Vergata.
Aprà meurt le 15 avril 2024, à l'âge de 83 ans.

## Filmographie

### Réalisateur
- 1970 - Olimpia agli amici
- 1992 - Rossellini visto da Rossellini

### Acteur
- 1968 - La Contestation (Amore e rabbia) de Bernardo Bertolucci
- 1968 - Dillinger est mort (Dillinger è morto) de Marco Ferreri
- 1969 - Umano, non umano (it) de Mario Schifano
- 1969 - Othon de Jean-Marie Straub et Danièle Huillet
- 1970 - La Semence de l'homme (Il seme dell'uomo) de Marco Ferreri
- 2000 - Ferreri, I Love You de Fiorella Infascelli
- 2009 - Pietro Germi: il bravo, il bello, il cattivo de Claudio Bondì
- 2010 - La balena di Rossellini de Claudio Bondì
- 2015 - Filmstudio Mon Amour (it) de Toni D'Angelo (it)
- 2016 - L'Âge d'or des ciné-clubs (L'età d'oro) d'Emanuela Piovano

### Scénariste
- 1988 - La maschera de Fiorella Infascelli

## Publications
- (it) New American cinema. Il cinema indipendente americano degli anni Sessanta, Ubulibri, 1986 (ISBN 9788877480989)
- (it) Rosselliniana: bibliografia internazionale: dossier Paisà, University of Michigan, 1987
- (it) Poetiche delle nouvelles vagues: Without special title, Marsilio, 1989
- (it) Viaggio in Italia. Gli anni 60 al cinema, Carte segrete, 1991 (ISBN 9788885203082)
- (it) Il Cinema sudcoreano, Marsilio, 1992 (ISBN 9788831756983)
- (it) Moravia al / nel cinema, Associazione Fondo Alberto Moravia, 1993
- (it) Per non morire hollywoodiani. Notizie dal cinema di fine millennio, Reset, 1999 (ISBN 9788887591002)
- (it) Ermannée Olmi. Il cinema, i film, la televisione, la scuola, Marsilio, 2003 (ISBN 9788831782890)
- (it) Marco Bellocchio. Il cinema e i film, Marsilio, 2005 (ISBN 9788831787000)
- (it) Stelle e strisce. Viaggi nel cinema USA dal muto agli anni '60, Falsopiano, 2005 (ISBN 9788887011777)
- (it) In viaggio con Rossellini, Falsopiano, 2006 (ISBN 9788887011760)
- (it) Luigi Comencini. Il cinema e i film, Marsilio, 2007 (ISBN 9788831792646)
- (it) Alberto Lattuada. Il cinema e i film, Marsilio, 2009 (ISBN 9788831797771)
- (it) Bernardo Bertolucci. Il cinema e i film, Marsilio, 2011 (ISBN 9788831709651)
- (it) Breve ma veridica storia del documentario. Dal cinema del reale alla nonfiction, Edizioni Falsopiano, 2017 (ISBN 9788893041041)
- (it) Fuorinorma. La via neosperimentale del cinema italiano, Marsilio, 2019 (ISBN 9781909088337)